# Sci alpino agli VIII Giochi asiatici invernali - Slalom femminile
La gara dello slalom femminile si è svolta il 25 febbraio 2017 al Sapporo Teine di Sapporo in Giappone. 

## Risultati
| Class | Nome                  | 1° run  | 2° run  | Totale  |
| ----- | --------------------- | ------- | ------- | ------- |
| 1     | Emi Hasegawa          | 49.23   | 52.97   | 1:42.20 |
| 2     | Asa Ando              | 49.23   | 53.61   | 1:42.84 |
| 3     | Kang Young-seo        | 50.66   | 55.04   | 1:45.70 |
| 4     | Mio Arai              | 50.51   | 55.31   | 1:45.82 |
| 5     | Noh Jin-soul          | 52.36   | 57.70   | 1:50.06 |
| 6     | Rim Seung-hyun        | 53.61   | 58.08   | 1:51.69 |
| 7     | Kong Fanying          | 53.31   | 58.72   | 1:52.03 |
| 8     | Zanna Farrell         | 54.08   | 59.19   | 1:53.27 |
| 9     | Ni Yueming            | 53.79   | 1:00.87 | 1:54.66 |
| 10    | Mariya Grigorova      | 55.32   | 59.89   | 1:55.21 |
| 11    | Yekaterina Karpova    | 55.58   | 1:01.28 | 1:56.86 |
| 12    | Forough Abbasi        | 56.60   | 1:00.60 | 1:57.20 |
| 13    | Sadaf Saveh-Shemshaki | 58.34   | 1:01.98 | 2:00.32 |
| 14    | Zhu Tianhui           | 58.60   | 1:02.96 | 2:01.56 |
| 15    | Carlie Iskandar       | 1:01.69 | 1:05.71 | 2:07.40 |
| 16    | Olga Paliutkina       | 1:02.36 | 1:06.14 | 2:08.50 |
| 17    | Sofia Fayad           | 1:03.11 | 1:07.13 | 2:10.24 |
| 18    | Huang Pei-chen        | 1:09.24 | 1:23.09 | 2:32.33 |
| 19    | Darikha Muratalieva   | 1:20.29 | 1:27.49 | 2:47.78 |
| 20    | Sandhya Thakur        | 1:18.59 | 1:33.39 | 2:51.98 |
| 21    | Ifrah Wali            | 1:22.35 | 1:31.24 | 2:53.59 |
| 22    | Preeti Dimri          | 1:22.89 | 1:35.92 | 2:58.81 |
| 23    | Fatima Sohail         | 1:35.53 | 1:49.85 | 3:25.38 |
| 24    | Sangita Lama          | 1:49.09 | 2:37.97 | 4:27.06 |
| —     | Choe Jeong-hyeon      | 53.77   | DNF     | DNF     |
| —     | Wang Meixia           | 57.54   | DNF     | DNF     |
| —     | Aanchal Thakur        | 1:06.63 | DNF     | DNF     |
| —     | Varsha Devi           | 1:11.77 | DNF     | DNF     |
| —     | Umama Wali            | 1:38.61 | DNF     | DNF     |
| —     | Zainab Sohail         | DNF     |         | DNF     |